# Juan Manuel Leroyer
Juan Manuel Leroyer (Santa Fe, Argentina; 23 de julio de 1991) es un futbolista argentino. Juega como defensa central y su equipo actual es Pajapita FC de la primera división de Guatemala. Se destaca su eficaz juego aéreo en ambas áreas y su agresividad en la marca.

## Trayectoria
Leroyer hizo todas sus inferiores en Colón, tuvo un pequeño paso por Unión y luego jugó en varios países latinoamericanos.
Entre sus características, se destacan su gran juego técnico y su potente cabezazo.

## Clubes
| Club                      | País      | Año         |
| ------------------------- | --------- | ----------- |
| Colón                     | Argentina | 2010 - 2011 |
| Deportivo Grecia          | Ecuador   | 2012        |
| Textil Mandiyú            | Argentina | 2014 - 2015 |
| Deportivo Malacateco      | Guatemala | 2016        |
| San José                  | Bolivia   | 2017        |
| Ayacucho FC               | Perú      | 2018        |
| Atlético Grau             | Perú      | 2019        |
| Santa Lucía Cotzumalguapa | Guatemala | 2020        |
| Honduras Progreso         | Honduras  | 2021        |
| Barracudas FC             | México    | 2021        |
| Chimaltenango FC          | Guatemala | 2022        |
| Alfonso Ugarte            | Perú      | 2022        |
| Ben Hur                   | Argentina | 2023        |
| Torre Fuerte              | Bolivia   | 2024        |
| Pajapita FC               | Guatemala | 2025        |